# Tomosvaryella mesostena
Tomosvaryella mesostena är en tvåvingeart som beskrevs av Hardy 1961. Tomosvaryella mesostena ingår i släktet Tomosvaryella och familjen ögonflugor.
Artens utbredningsområde är Kongo. Inga underarter finns listade i Catalogue of Life.